# Trophée des champions 2020
Il Trophée des Champions 2020 è stata la 44ª Supercoppa di Francia, la 25ª organizzata dalla LFP.
Originariamente prevista il 1º agosto 2020, a causa della pandemia di COVID-19 si è disputata il 13 gennaio 2021 allo stadio Bollaert-Delelis di Lens.
Si sono sfidati il Paris Saint-Germain, vincitore della Ligue 1 2019-2020 e della Coppa di Francia 2019-2020, e l'Olympique Marsiglia, secondo classificato in campionato.
Il Paris Saint-Germain ha conquistato il trofeo per la decima volta, l'ottava consecutiva.

## Antefatti
Paris Saint-Germain e Olympique Marsiglia si sono affrontati in finale di Supercoppa per la seconda volta. L'unico precedente in questa manifestazione risale all'edizione 2010 giocata a Tunisi, dove, dopo il pareggio per 0-0 ai tempi regolamentari, si imposero i marsigliesi ai tiri di rigore.
Per la prima volta dopo undici edizioni il trofeo è tornato a essere assegnato in Francia. Evidenti ragioni sanitarie per via della pandemia di COVID-19 hanno infatti reso impossibile organizzare l'incontro all'estero.

## Partecipanti
| Squadre             | Qualificazione                                                       | Partecipazioni precedenti (il grassetto indica la vittoria)                       |
| ------------------- | -------------------------------------------------------------------- | --------------------------------------------------------------------------------- |
| Paris Saint-Germain | Vincitore della Ligue 1 2019-2020 e della Coppa di Francia 2019-2020 | 13 (1986, 1995, 1998, 2004, 2006, 2010, 2013, 2014, 2015, 2016, 2017, 2018, 2019) |
| Olympique Marsiglia | Secondo classificato della Ligue 1 2019-2020                         | 5 (1969, 1971, 1972, 2010, 2011)                                                  |

## Tabellino
| Arbitro: | Ruddy Buquet |

|                              |           |           |
| Icardi 39’ Neymar 85’ (rig.) | Marcatori | 89’ Payet |

| Paris Saint-Germain | Olympique Marsiglia |

| P                   | 1  | Keylor Navas        |       |     |
| D                   | 24 | Alessandro Florenzi |       |     |
| D                   | 5  | Marquinhos          |       |     |
| D                   | 22 | Abdou Diallo        |       |     |
| D                   | 20 | Layvin Kurzawa      |       | 65’ |
| C                   | 21 | Ander Herrera       |       | 90’ |
| C                   | 8  | Leandro Paredes     |       | 88’ |
| C                   | 11 | Ángel Di María      |       | 65’ |
| C                   | 6  | Marco Verratti      |       |     |
| C                   | 7  | Kylian Mbappé       | 90+4’ |     |
| A                   | 9  | Mauro Icardi        |       | 88’ |
| A disposizione:     |    |                     |       |     |
| P                   | 16 | Sergio Rico         |       |     |
| D                   | 3  | Presnel Kimpembe    |       | 65’ |
| D                   | 25 | Mitchel Bakker      |       |     |
| D                   | 32 | Timothée Pembélé    |       |     |
| C                   | 15 | Danilo Pereira      |       | 88’ |
| C                   | 19 | Pablo Sarabia       |       | 90’ |
| C                   | 23 | Julian Draxler      |       |     |
| A                   | 10 | Neymar              |       | 65’ |
| A                   | 18 | Moise Kean          |       | 88’ |
| Allenatore:         |    |                     |       |     |
| Mauricio Pochettino |    |                     |       |     |

| P                 | 30 | Steve Mandanda     |     | 46’ |
| D                 | 2  | Hiroki Sakai       |     |     |
| D                 | 3  | Álvaro             | 77’ |     |
| D                 | 15 | Duje Ćaleta-Car    |     |     |
| D                 | 25 | Yūto Nagatomo      | 26’ | 66’ |
| C                 | 4  | Boubacar Kamara    |     |     |
| C                 | 21 | Valentin Rongier   |     | 80’ |
| C                 | 22 | Pape Gueye         |     | 56’ |
| A                 | 26 | Florian Thauvin    |     |     |
| A                 | 10 | Dimitri Payet      |     |     |
| A                 | 7  | Nemanja Radonjić   | 17’ | 56’ |
| A disposizione:   |    |                    |     |     |
| P                 | 16 | Yohann Pelé        |     | 46’ |
| D                 | 5  | Leonardo Balerdi   |     |     |
| D                 | 29 | Pol Lirola         | 72’ | 66’ |
| C                 | 8  | Morgan Sanson      |     | 56’ |
| C                 | 17 | Mickaël Cuisance   |     |     |
| C                 | 24 | Saîf-Eddine Khaoui |     |     |
| A                 | 9  | Darío Benedetto    |     | 56’ |
| A                 | 23 | Marley Aké         |     |     |
| A                 | 28 | Valère Germain     |     | 80’ |
| Allenatore:       |    |                    |     |     |
| André Villas-Boas |    |                    |     |     |